# كاثرين ويست
كاثرين إليزابيث ويست (مواليد 14 سبتمبر 1966) هي سياسية بريطانية من أصول أسترالين تشغل منذ عام 2015 منصب عضو البرلمان عن هورنسي وفريرن بارنت التي كانت تُعرف سابقًا باسم هورنسي وود جرين. تنتمي ويست إلى حزب العمال، وتشغل منذ عام 2024 منصب وكيل وزارة الدولة البرلمانية لمنطقة المحيطين الهندي والهادئ.